# Celso Fonseca
Celso Fonseca (Rio de Janeiro, 15 novembre 1956) è un cantante, compositore e chitarrista brasiliano.

## Biografia
Iniziò a suonare la chitarra per passione all'età di 12 anni, a 19 si dedicò alla musica in maniera professionale. L'artista che più lo influenzò fu Baden Powell de Aquino. Negli anni Fonseca ha avuto modo di collaborare con Gilberto Gil, Marisa Monte, Bebel Gilberto e tanti altri. A metà degli anni '80 pubblicò il suo primo album di cui fu anche produttore.
I suoi album più conosciuti sono: Natural (2003) and Rive Gauche Rio (2005).

## Discografia

### Album
- 1993 – O som do sim
- 1994 – Sorte
- 1997 – Paradiso
- 2001 – Juventude / Slow motion Bossa Nova
- 2003 – Natural
- 2005 – Rive Gauche Rio
- 2006 – Polaroides
- 2007 – Feriado
- 2008 – Celso Fonseca ao vivo
- 2009 – Página Central
- 2010 – Voz e violão

### DVD
- 2008 – Celso Fonseca ao vivo
- 2010 – Voz e violão